# Gustav Seyffarth
Gustav Seyffarth (Uebigau, 13 luglio 1796 – 17 novembre 1885) è stato un egittologo e scrittore tedesco naturalizzato statunitense.

## Biografia
Studiò all'università di Lipsia e con Champollion a Parigi nel 1820. Divenne professore di filosofia a Lipsia nel 1825, e professore di archeologia nel 1829. Tra il 1826 ed il 1829 visitò i principali musei di Germania, Francia, Inghilterra e Paesi Bassi, raccogliendo copie di inscrizioni egizie e di manoscritti copti. Nel 1856 si trasferì negli Stati Uniti d'America divenendo professore di storia cristiana e di archeologia presso il Concordia College di Saint Louis (Missouri). A partire dal 1859 abitò a New York. Seyffarth fu un serio studioso di egittologia, ma pensava erroneamente che i geroglifici egizi, con rare eccezioni, fossero semplicemente fonogrammi. Le sue principali opere furono: Rudimenta Hierglyphica (1826); Systema Astronomiæ Ægyptiacæ (1826–33); Unser Alphabet ein Abbild des Tierkreiss (1834); Alphabeta Genuina Ægyptiorum et Asianorum (1840); Die Grundsätze der Mythologie und der alten Religionsgeschichte (1843) e Grammatica Ægyptiaca (1855).